# Netivot

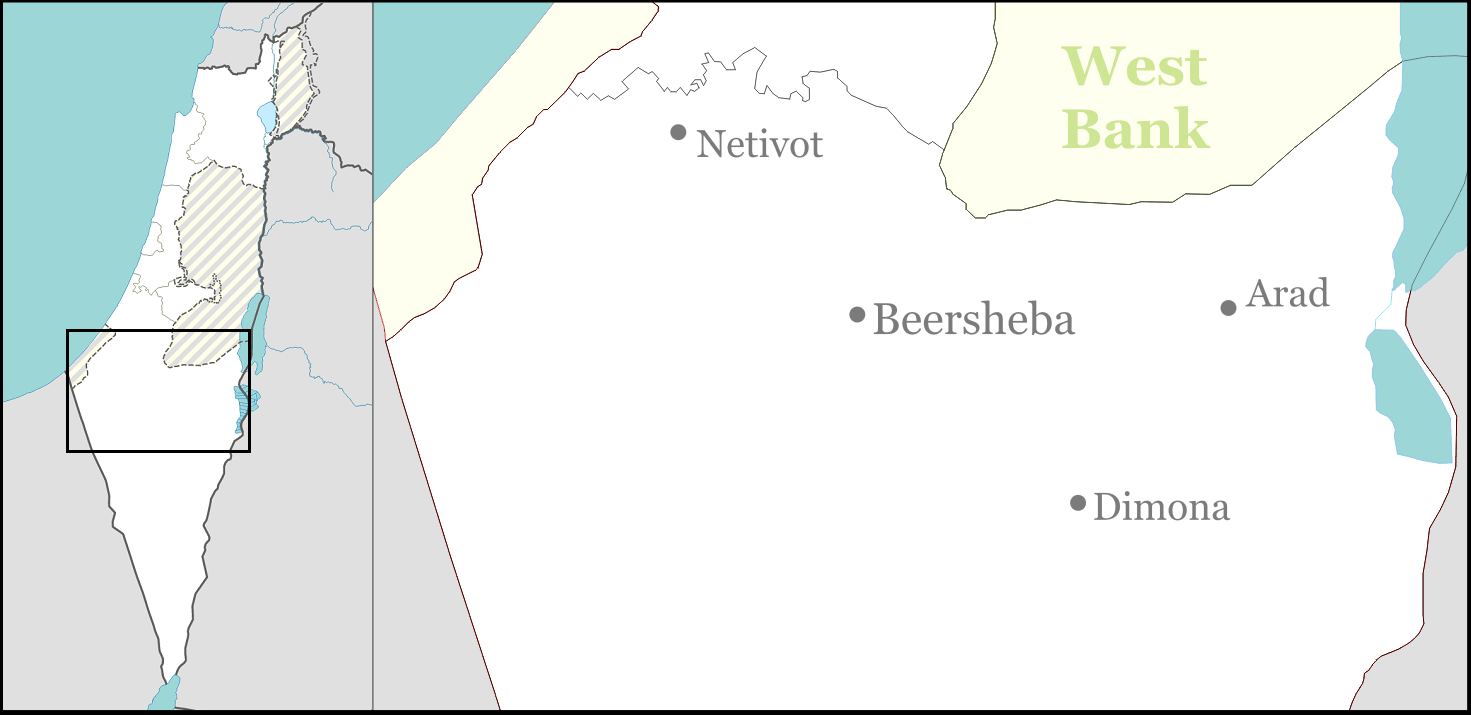
Nordul Neghevului cu Netivot

Netivot (în ebraică: נְתִיבוֹת -"căi, drumuri, cărări") este un oraș în Districtul de Sud al Israelului, situat între Beer Sheva și Fâșia Gaza vecină și pe artera principală de circulație care unește Beer Sheva de Ashkelon. El se află la 25 kilometri nord-vest de Beer Sheva. Netivot a primit statutul de oraș în anul 2000.
La sfârșitul anului 2014 populația lui număra 30.300 locuitori, în 2023, după estimări numără 50,393 locuitori. Suprafața sa este în prezent de 1629 hectare. 

## Numele
Localitatea se numește Netivot (plural biblic, mai puțin obișnuit, pentru substantivul ebraic נתיב Nativ= cale, drum, cărare, al cărui plural este de obicei Netivim)  după un pasaj biblic din Pildele lui Solomon (Proverbe) 8:2
„בְּרֹאשׁ מְרוֹמִים עֲלֵי דָרֶךְ בֵּית נְתִיבוֹת נִצָּבָה”
 (Berosh meromim alei dárekh beit netivot nitzavá) 
„(n.n.Înțelepciunea - hokhmá) Pe vârfurile cele mai înalte, pe cale, la răspântiile drumurilor stă”
Citatul apare înscris la una din intrările în oraș.
Cuvântul apare și în Pildele lui Solomon, 3:17
„דְּרָכֶיהָ דַרְכֵי נֹעַם וְכָל נְתִיבוֹתֶיהָ שָׁלוֹם”
 (Drakheha darkhei noam vekhol netivoteha shalom)
„Căile ei (n.n - ale înțelepciunii - hokhmá) sunt plăcute și toate cărările ei sunt căile păcii”

## Istorie

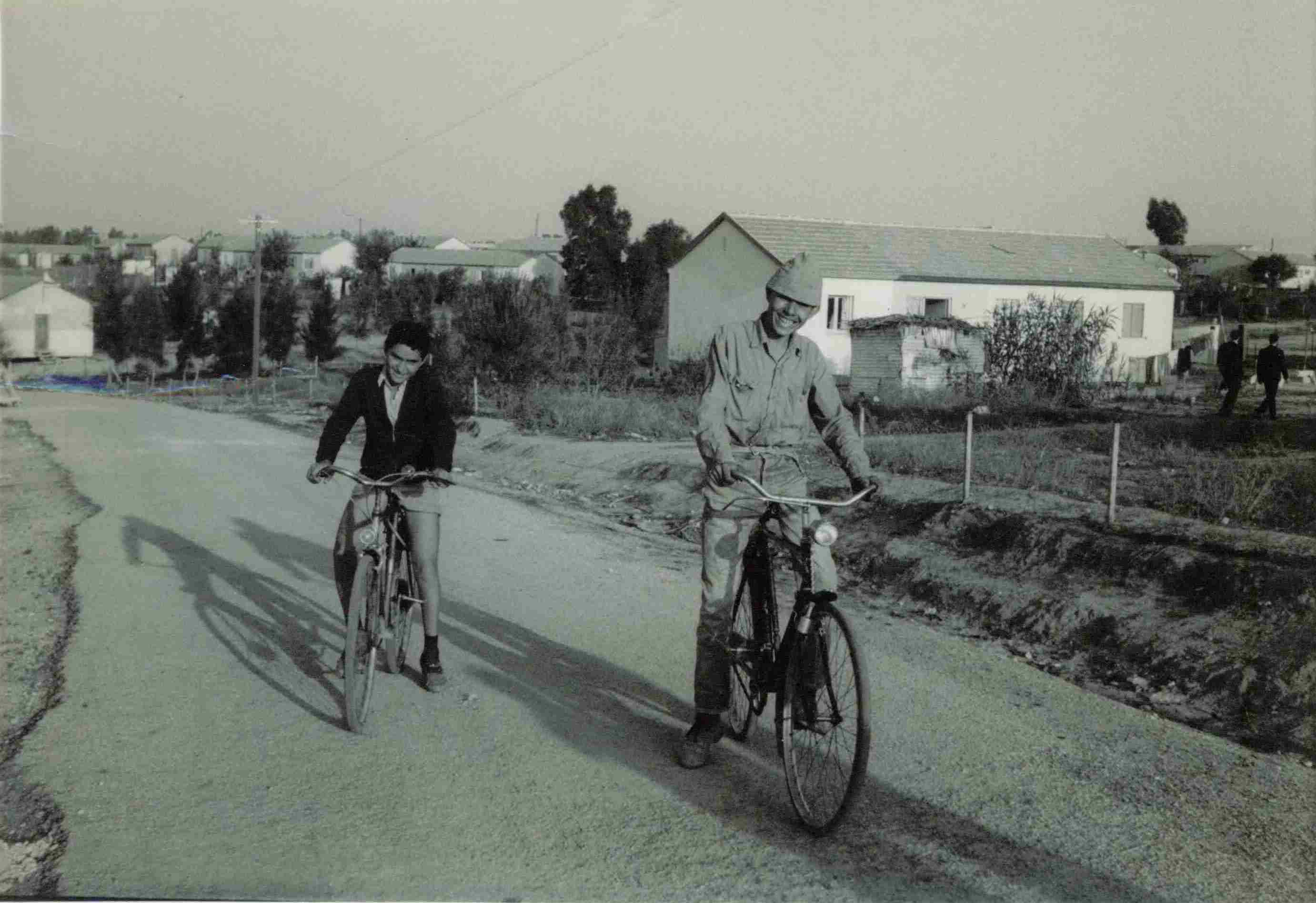
Netivot prin anul 1964

Netivot a fost înființat în anul 1956 ca o așezare urbană de dezvoltare în regiunea deșertică Neghev. La început a ființat în acest loc o tabără de cazat noi imigranți - maabará - numită Azata. Numele Netivot i-a fost conferit în anul următor 1957.Primii săi locuitori au fost evrei imigrați din Maroc și Tunisia. Odată cu restrângerea sectorului economic agricol în anii 1980 s-au mutat la Netivot un număr de locuitori ai moșavurilor din regiune.În anii 1990 acestora li s-au alăturat valuri de imigranți evrei din fosta Uniune Sovietică și din Etiopia. Vreme de mul'i ani Netivot a suferit de un mare procent de șomaj.
După anul 2008 orașul a devenit ținta atacurilor cu rachete Grad lansate de arabii palestinieni din Fâșia Gaza, aflată sub controlul organizației islamiste Hamas. Un locuitor, Bébert Waknin, a fost omorât. În 2012 o rachetă a explodat în apropierea unei școli. 
Un obiectiv însemnat din oraș este reprezentat de Mormântul lui Baba Sali, rabinul Israel Abuhatzera (1889-1984), un vestit conducător religios și cabalist evreu născut în zona Tafilalt din Maroc, și care a locuit in ultimii 14 ani ai vieții la Netivot.
În timpul atacului surpriză al palestinienilor din Fâșia Gaza asupra Israelului în timpul sărbătorii de Simhat Tora la 7 octombrie 2023 polițiști locali au lichidat lângă Netivot doi teroriști palestinieni care puseseră stăpânire pe un vehicol securitar israelian. Înăuntrul orașului nu au pătruns teroriști palestinieni.

## Clima
Clima la Netivot este o climă semiaridă, care îmbină clima deșertică caldă și uscată, cu influențe mediteranene. Climatul deșertic impune diferențe mari de temperatură între zi și noapte, precum și între iarnă și vară. Vara este caldă și uscată,, iar iarna - rece și ploioasă. În iarna 1950 a nins. Vara ploile sunt deosebit de rare.
Cele mai mari diferențe de temperatură între zi și noapte se produc iarna. Temperaturile medii in lunile decembrie-februarie ajung ziua la +19° Celsius, și coboară noaptea la +6° Celsius. Cea mai joasă temperatură măsurată vreodată la Netivot a fost -6,2° Celsius în anul 1994. 
Cea mai înaltă temperatură a fost de +44,2° Celsius, în 2007.

## Demografie
Orașul este populat de evrei, cu o proporție egală de bărbați și femei. O treime din locuitori sunt copii și tineri. 
Orașul s-a aflat multă vreme la coada indexului socioeconomic: 3 din 10. La sfârșitul anului 2014 populația lui număra 30.300 locuitori, iar în 2023, după estimări numără 50,393 locuitori. 
Evoluția numărului populației în cursul anilor :

### Cartiere
Orasul este împărțit în 21 cartiere.

### Cartiere actuale
- Shivtei Israel
- Brit Kehuna
- Harav Tzavan
- Malkhey Israel
- Levi Eshkol
- Kiryat Moshe
- Havered
- Neve Noy
- Netivot Maarav (Netivot vest)
- Kiryat Menahem
- Hahoresh
- Netaim
- Baba Sali
- Kiryat Ben Arie
- Ghivat Shifra

### Cartiere în construcție
- Neve Sharon
- Netivot Maarav Bet
- Ezor Taasiya hadash  (Noua zona industrială)
- Ramot Yoram

### Cartiere planificate
- Maalot Hanahal
- Ramot Meir

## Învățământul
În localitate învață 10.000 de elevi. Există 100 grădinițe de copii (inclusiv 13 pentru copii cu probleme speciale) din care 64 religioase ultraortodoxe (64%), 35 religioase ortodoxe de stat (35%) și una laică de stat. Funcționează 33 școli :19 școli elementare și 14 licee. Din cele 33 școli - 2 sunt laice de stat (6%), 7 sunt religioase de stat (21%) și 24 ultrareligioase (haredite) (72%). Mai sunt trei centre de educație suplimentară, o ieșivă, două ulpanim - școli de ebraică pentru adulți și imigranți, 5 centre de completarea studiilor liceale, un internat, un centru de perfecționare pentru persoane în câmpul muncii. În apropierea școlilor s-au înfiintat o bibliotecă, un centru și conservator de muzică, un centru de știinte,  un centru de media de comunicare,   centrul municipal de științe Lehava pentru studii gratuite de calculatoare, centre de cultura și sport.
43% din absolvenți de liceu obțin diploma de bacalaureat. În oraș funcționează și o școală de muzică - „conservatorul” municipal.
Între școlile religioase de stat se remarcă cele aparținând curentului hasidic Habad:Beit Israel-Habad, care cuprind o școală de fete și una de băieți, grădinițe și cămine de copii. ea a fost inființată în 1982 fiind condusă de rabinul Yashar Edrei, ginere al lui Baba Sali, 
La Netivot este activă și rețeaua de învățământ religios „Noam” care include școala talmudică Noam Orot. Există și o ieșivă liceală , licee religioase de fete și de băieți, Ulpanat „Bnei Akiva” - școala mișcării de tineret național-religios „Bnei Akiva,” care deservește locuitorii din întregul Neghevului de vest. Elevi de la școala religioasă de stat „Noam Eliyahu”, cea mai mare din oraș, au fost trimiși să studieze vreme de opt ore pe săptămână științe și robotică la centrul municipal de științe Lehavá.
Nucleul religios „Magshimim beyahad” conduce un „centru de aprofundare a iudaismului” care acționează în grădinițe și școli elementare. 
El a înființat o ieșivă de tip „ieșivat hesder” numită „Ahavat Israel”, care îmbină învățarea Talmudului cu serviciul militar, și de asemenea seminarul religios de fete „Arevut”.
Ieșiva cea mare din Netivot „Ieșiva Neghevului” înființată sub numele de Azata de către rabinul Issakhar Meir, avea în trecut un caracter național-religios, dar în prezent este ultraortodoxă (haredită). 
În oraș activeaza si reteaua de scoli ultrareligioase „Kol Rina-Rav Pealim" întemeiată de rabinul Yoram Aberjel,  care includ un kolel (școală talmudică pentru bărba'i adulți însurați)  de zi, un kolel seral,  un kolel de noapte, cămine de zi, grădinițe, școli elementare de tip heder,   (Talmud Tora „Benayahu”),  scoala de fete „Yavo Berina”, liceul de fete „Siftei Renanot” și ieșiva mică «Tiferet bahurim».  
Școli din Netivot au fost incluse într-un proiect pilot special în care elevi din școli elementare își construiesc mini roboți. 
În anul 2009 un elev de liceu din Netivot a câștigat premiul I la un concurs internațional de fizică. 
În anul 2011 Netivot a găzduit un festival de robotică sponsorizat de organizația internațională FIRST (For Inspiration and Recognition of Science and Technology). 
Centrul Mandel pentru promovarea de conducători în Neghev (MCLN) conduce la Netivot un program comunitar de doi ani de promovare a calităților de conducere.
În oraș mai funcționează și Centrul spiritual al evreilor din Etiopia.

## Cultura, sportul și turismul
Netivot a devenit vestit ca fiind locul de activitate a mai multor clerici mistici evrei și ca loc popular de pelerinaj religios.
Din acest motiv unii l-au poreclit „Varanasi al Israelului”. Localitatea este centrul activității rabinilor Baruch Abuhatzera și Yaacov Israel Ifargan. În ziua aniversării morții lui Baba Sali, ziua de 4 a lunii Șvat, mii de pelerini vin la Netivot pentru a-i vizita mormântul. Au loc pelerinaje și la mormântul lui Baba Shalom, rabinul Shalom Ifergan. 
În oraș apar gazete și buletine locale si există o statie de radio regionala Radio Kol Netivot acționat de voluntari din rândul populației.
Localitatea găzduiește și un Palat al Culturii, un Centru al Tineretului,  și trei nightclubs, care atrag tineri din afara orașului, inclusiv din orașele din regiune - Ashkelon, Beer Sheva , Omer, Lehavim, Ofakim și Sderot.
De asemenea există un Conservator orășenesc de muzică, o cinematecă, un centru de educație orășenesc și cămine culturale. La Netivot funcționează și un centru sportiv orășenesc care include stadionul Hazohar, un centru de tenis cu 7 terenuri, două săli de sport, bazine de înot, un centru de fitness și dans, piste de alergare și ciclism etc

## Transporturi
Orașul are o gară feroviară, legată de toate colțurile țării.

## Industria
Parcul industrial Netivot este sediul a 24 uzine și fabrici. Ele sunt implicate în producția de alimente, metale, materii plastice și articole de construcții. În afara acestora mai funcționează în oraș încă 14 fabrici, în sectorul chimiei și prelucrării mineralelor, al industriei laptelui (fabrica „Tara”) etc.

## Obiective de interes
- Locuri de pelerinaj:

Sanctuarul mormântului lui Baba Sali (rabi Israel Abuhatzera) construit în stil arhitectonic marocan după planul arhitectului Avi Tzarfati.
Locul atrage în data de 4 Shvat, după calendarul ebraic, circa un sfert de milion de pelerini care participă la serbarea (Hilula) aniversării morții lui Baba Sali.  
Mormântul rabinului Shalom Ifargan
Mormântul rabinului Nathan Bukobza
Mormântul rabinului Rafael Kadir Tzaban, cel dintâi șef rabin al orașului, originar din insula Jerba din Tunisia
- Sinagogi însemnate: 
  - Sinagoga Al Ghariba din Netivot, ctitorită de rabinul Rafael Kadir Tzaban (Saban), copie după sinagoga antică cu același nume din insula Jerba din Tunisia. Altarul are șapte uși prin care, în seara zilei de Iom Kipur, se scot la lumină șapte suluri de Tora. Aici au loc festivități deosebite de sărbătoarea Lag Baomer.
  - Sinagoga Ahavat Israel a evreilor marocani, chemată astfel după o carte a lui Baba Sali (Israel Abuhatzera), «Ahavat Israel» (Dragostea pentru Israel)
  - Centrul spiritual al evreilor din Etiopia, clădit în formă de hexagonală, cuprinde o sinagoga si o sala de activitati de educatie și culturală - intruniri ale miscarii de tineret național-religios Bney Akiva, clase de studiu, club pentru cercuri educative, cameră de creație artistică de obiecte casnice și decorative în spiritul patrimoniului cultural al evreilor Beta Israel
  - Sinagoga Mekor Haim (Izvorul vieții)  din vechiul cartier Shivtei Israel, unde se ține anual Hilula în memoria rabinului Haim Huri
  - Beit Habad (Casa Habad) Beit Israel (în memoria lui Baba Sali)
- Sit arheologic Tell Buhu - cu ruine ale unei așezări bizantine, in apropierea mormântului lui Baba Slai
- Piața evreimii din Philadelphia - Kikar yahadut Philadelphia
- Piața eroilor evrei - Kikar Haghiborim hayehudim - în memoria a 200.000 de militari evrei sovietici căzuți în Marele Război pentru Apărarea Patriei împotriva Germaniei naziste (1941-1945)
- Parcul lacului - Park Haagam din Netivot - întins pe o suprafață de 6,4 hectare - cuprinde un lac ecologic, instalații sportive, un punct de observație, zone de agrement, picnic și jocuri, zone de sport extreme
- Parcul KKL (Keren Kayemet Leisrael) - în memoria lui Baba Sali
- Palatul artelor scenice - inaugurat în 2018 format din Palatul culturii cu 542 locuri și cinematograful Gefen cu 130 locuri.

## Galerie
| - Kikar Hapaamon - Piața clopotului - Biblioteca municipală din Netivot - Centrul cultural al obștei evreilor etiopieni (Beta Israel) din Netivot - Vedere aeriană 2015 - Centrul de îngrijiri medicale pentru handicapuri avansate - Primele clădiri de pe strada Alfassi din anii 1960–1970. Clădirile din dreapta nu mai există - La mormântul lui Baba Sali - Sanctuarul mormântului lui Baba Sali - Gara feroviară Netivot |

## Legături externe
- Municipal home page Pagina primăriei pe internet he